# NGC 4703
NGC 4703 (другие обозначения — MCG -1-33-15, FGC 1504, PGC 43342) — спиральная галактика (Sb) в созвездии Девы. Открыта Уильямом Гершелем в 1786 году.
Этот объект входит в число перечисленных в оригинальной редакции «Нового общего каталога».
Галактика повёрнута краем к наблюдателю. Расположена на угловом расстоянии 8,0′ к северо-северо-востоку от относительно яркой (8-й звёздной величины) звезды поля. Изображение DSS показывает, что её морфология схожа с более яркими представителями морфологического типа Sb, такими как NGC 4565 и NGC 5746. У неё наличествует крупный, но сплюснутый центральный балдж и более тусклый диск, разделённый надвое хорошо заметной пылевой полосой. При визуальном наблюдении в любительский телескоп галактика представляет собой сравнительно слабый и размытый овальный объект с равномерной поверхностной яркостью, ориентированный с юго-юго-востока на северо-северо-запад, с довольно четко очерченными границами. Для того чтобы различить оконечности диска галактики, требуется телескоп с достаточно большой апертурой. Радиальная скорость: 4351 км/с. Расстояние: 194 млн световых лет. Диаметр: 198 тыс. световых лет.